# Szabla Vangel etióp császárné
Szabla Vangel (Etiópia, ? – Etiópia, 1970), névváltozatai: Szeble Vangel, Szeble Vongel, godzsami hercegnő, etióp császárné. V. Ijaszu etióp császár második felesége.

## Élete
Szabla Vangel császárné Hailu (1875–1950) godzsami herceg és Aszkala Mariam úrnő lánya. A császárné anyai nagyanyja, Tenanye Valatta Rufael úrnő révén I. Szahle Szelasszié soai király (1795 körül–1847) leszármazottja. Apai nagyapja I. Takla Hajmanot (–1901), Godzsam királya (ur: 1881–1901) volt, akit Szabla Vangel anyai nagyapja, Mangasa Atikam követett Godzsam tartomány élén kormányzói rangban (ur: 1901–1902).
Szabla Vangel elsőfokú unokatestvére volt IV. János etióp császár házasságon kívüli fia, Mangasa tigréi herceg (1865–1906), aki Szabla Vangel nagynénjének, Valatta úrnőnek és sógorának, IV. Jánosnak a titkos kapcsolatából született. Mangasa herceg lánya volt Aszter hercegnő (1901–1918 után), aki V. Ijaszu etióp császár első felesége lett. Aszter bátyjának, Szejum tigréi hercegnek (–1960) az elsőszülött lánya, Valatta Iszrael hercegnő (megh. 1988) ugyanakkor Aszfa Vosszennek, Hailé Szelasszié és Menen etióp császárné elsőszülött fiának volt az első felesége.
1910 áprilisában Szabla Vangelt feleségül adták II. Menelik etióp császár unokájához, Kifle Jakob trónörököshöz, aki nagyapja halála (1913) után V. Ijaszu néven Etiópia császára lett. V. Ijaszu azonban nem koronáztatta meg magát császárrá, ezért az Etióp Kopt egyház nem tekintette törvényes császárnak és császárnénak őket. Részben ez okozta V. Ijaszu bukását is.
Még a császári pár uralkodása idején született meg a lányuk, Alem Cehaj Vork hercegnő, V. Ijaszu egyetlen törvényes gyermeke 1916. február 22-én.
Az ellenzéknek ugyanakkor pont kapóra jött az első világháború, és hogy V. Ijaszu a Központi hatalmak, és különösen az iszlám vallású Oszmán Birodalom felé húz. Az antant ügynökei, közöttük Arábiai Lawrence készítették elő V. Ijaszu megbuktatását. Az Etióp Kopt egyház feje, az abun, Matteosz 1916. szeptember 27-én kiátkozta V. Ijaszut, majd nagynénjét, Aszkala Mariam egykori tigréi királynét I. Zauditu néven császárrá kiáltotta ki az Ijaszuval elégedetlen ellenzék. Szabla Vangel császárnét pedig elválasztották a férjétől.
A volt császárné még kétszer kötött házasságot, viszonylag csendesen és háborítatlanul élte le az életét, és 1970-ben hunyt el.

## Magyar szemmel
Szable Vangel apja, Hailu godzsami herceg magyar orvost is a szolgálatába fogadott dr. Mészáros Kálmán személyében, aki később I. Hailé Szelasszié császár orvosa lett, és személyes benyomásait meg is örökítette: „Godzsam fejedelme, rasz Hailu hazaérkezése után egy »valódi« európai orvost akart
udvartartásába felfogadni. Mészáros doktor méltányolta a neki szóló felkérést, mert a néhány
hónapja folytatott magánpraxisa páciensek hiányában nem működött. Mészáros doktor új munkaadója, rasz Hailu volt, [...] Mészáros Kálmán 1925 februárjában indult el 50 bennszülött
fegyveres kíséretében Godzsam fővárosába Debre-Markoszba, hogy a tartomány egyetlen orvosa
legyen. Rasz Hailu „erőszakos volt és kegyetlen; embertársaihoz
őszintétlen; alattvalóival gonosz; jellemvonásaihoz tartozott a féktelen hiúság; pénzsóvár volt,
nagyétkű és fölötte öntelt.«”

## Gyermeke
- 1. férjétől, V. Ijaszu (1897–1935) etióp császártól, 1 leány:
  - Alem Cehaj Vork (1916. február 22. – 2003) hercegnő, 1. férje Abebe Aszfa dandártábornok, 1 fiú, 2. férje Aszfa, Damesszau Naszibu etiópiai régens és igazságügy-miniszter fia, elváltak, gyermekek nem születtek, 3. férje Teklu, gyermekek nem születtek, 1. férjétől 1 fiú:
    - (1. házasságából): Alen Szeged Abebe (úr)
- 2. férjétől, Jigeru Behapte (1873–1918 után) kereskedelmi minisztertől és addisz-abebai polgármestertől, gyermekek nem születtek
- 3. férjétől, Mangasa Dzsimbirre (1881–1950) úrtól, nem születtek gyermekek